# Carles Prats

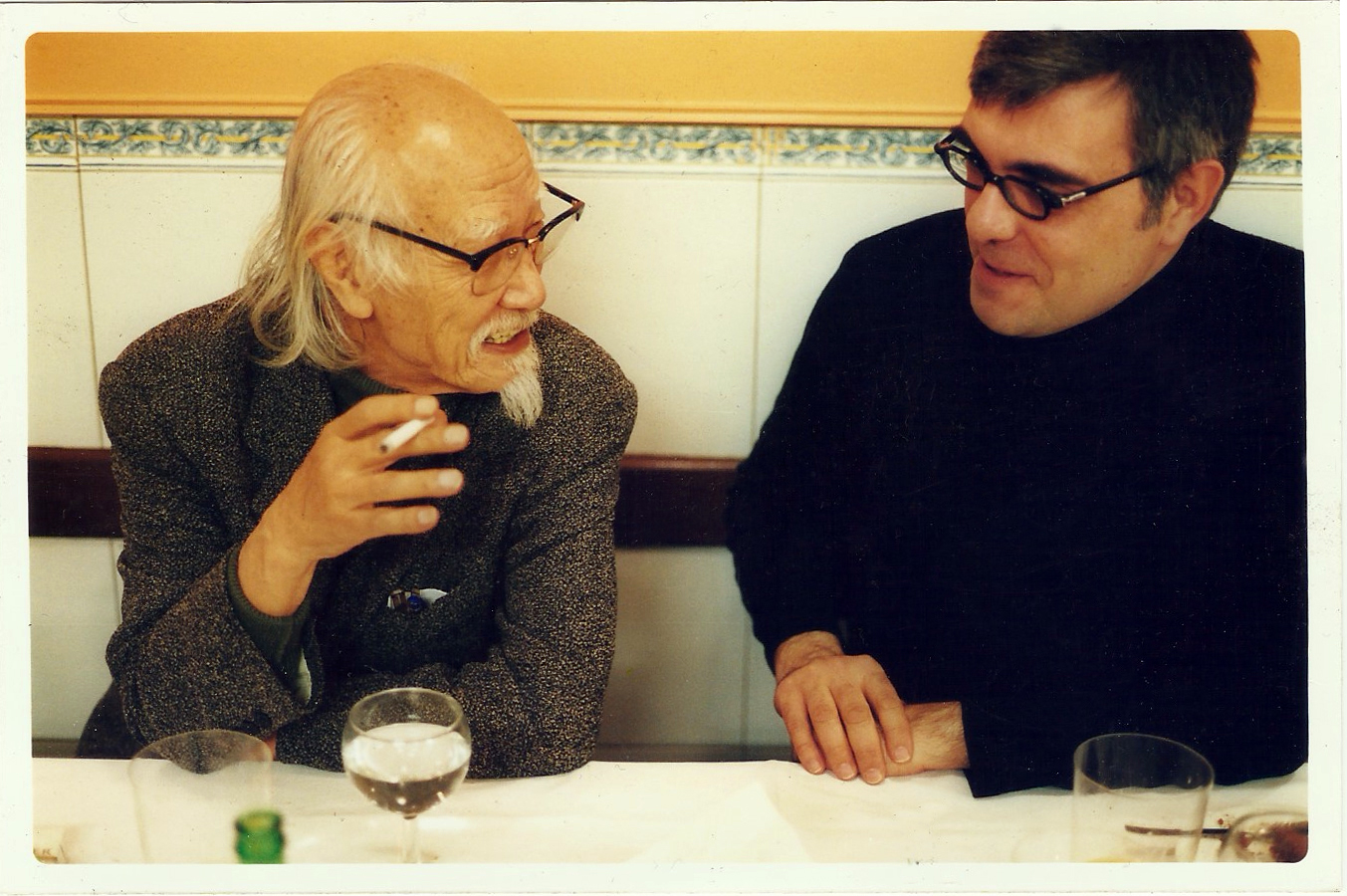
Seijjun Suzuki & Carles Prats

Carles Prats (Barcelona, 1955) dirige y escribe documentales. La mayoría de ellos están dedicados a temas relacionados con la cultura popular, en especial al cine y la música.
Entre otros ha recibido el Sergio Leone in Italia o el In-Edit Beefeater de documental musical por Loquillo leyenda urbana (2008).

## Historia
A principios de los 80 realizó algunos videoclips. Después de dedicarse al periodismo, a la edición de cómics (sello Unicorn), libros y revistas y también montar una galería de arte, volvió al audiovisual en la primera mitad de los 90. Fue guionista y director de diversos programas de televisión. A partir de 1998 dirigió diversos canales temáticos dedicados al cine y al entretenimiento. Ha hecho asesoría para empresas del sector audiovisual y creó y dirigió las primeras jornadas profesionales dedicadas al broadcast design en España. En los últimos años se dedica en exclusiva a escribir y dirigir documentales siempre vinculados a temáticas de la cultura popular. Sus documentales se han programado en gran número de festivales internacionales, así como en televisiones de diversos países.

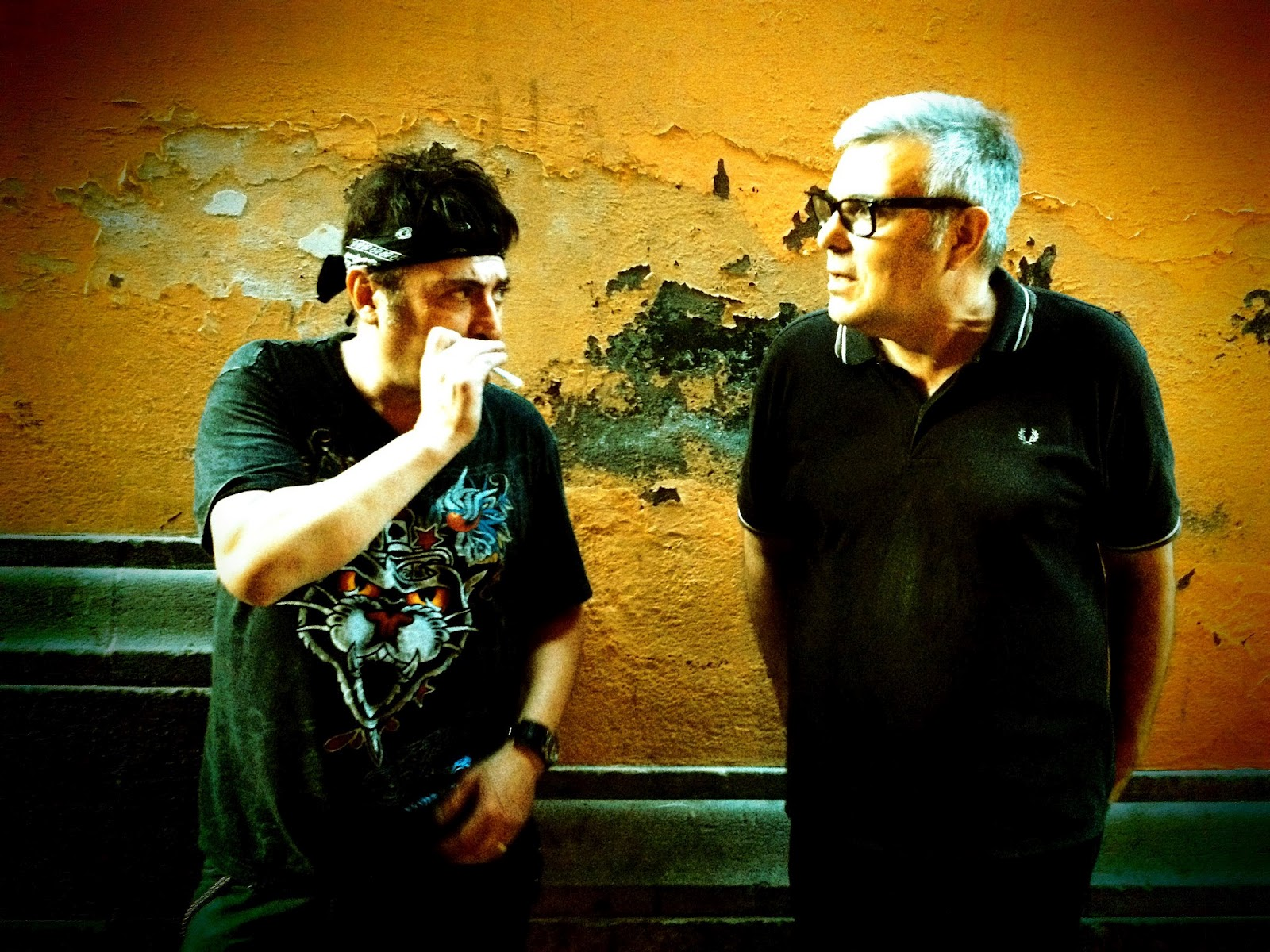
Carles Prats & Carlos Segarra. Rodaje de Rebeldes Rockabilly Barcelona, (2012)

## Documentales
1999 Antonio Isasi-Isasmendi, 45'. Isasi es un cineasta independiente que consiguió un notable éxito internacional con sus films de acción rodados en los 60 y 70. El modelo industrial y la idea de recrear un pequeño Hollywood en sus estudios de Barcelona siempre habían fascinado a Carles Prats por lo que le dedicó este documental.
2000 Llámale Jess, 80'. Jesús Franco es un genio de la serie B. Ha dirigido más de 200 películas de los más diversos géneros (del fantástico al porno) y usado los más variados seudónimos. Este documental se ha convertido en pieza de culto, siendo programado, a lo largo de los años, en docenas de festivales: desde Film Fantasy (Alemania), hasta Fantasporto (Portugal) o Imagine de Ámsterdam (Holanda). En la actualidad se está preparando un nuevo montaje que será editado en los próximos meses.
2000 Él. Buñuel visto por sus colaboradores 60' (DVD Cameo). Documental realizado con motivo del centenario de Buñuel. Con Juan Luis Buñuel, Paco Rabal, Jean-Claude Carrière, Pere Portabella, Jeanne Moreau, Edmond Richard, Jacques Deray, etc. A través de recuerdos y singulares anécdotas se reconstruye el lado más íntimo del genial cineasta.
2000 El bueno, la bomba y el malo, 80'. Durante los años 60 dos factores marcan la historia de la provincia española de Almería. Por un lado se ruedan cientos de películas: desde Lawrence de Arabia, hasta El bueno, el feo y el malo. Y por otro, el accidente de un B-52 de los EE UU, mientras hacía maniobras de reportaje, hace que caigan 4 bombas atómicas sobre su costa a escasos kilómetros de donde se ruedan westerns a ritmo frenético. Este documental trata sobre la fascinación que estos hechos han ejercido sobre la memoria popular.
2001 Sergio Leone. Cinema, cinema 120' (DVD Ripley's Home Video). La crítica lo considera el mejor documental sobre Sergio Leone. A través de los testimonios de sus algunos de sus colaboradores, familiares y amigos, se analiza la fascinante obra y personalidad de uno de los directores más influyentes del siglo XX. Con Carla Leone, Tonino Delli Colli, Ennio Morricone, Sergio Donati, Alessando Alessandroni, Marianne Koch, Dario Argento, etc. Este documental obtuvo el premio Sergio Leone en Italia.
2001 Érase una vez en Europa. Serie de 13 capítulos de 30'. Entre 1955 y 1975 Europa vivió una verdadera época dorada del cine de género con el peplum, las producciones Hammer, el shaghetti western o el polar francés. Esta serie rodada en Alemania, España, Francia, Inglaterra e Italia, está presentada por Christopher Lee. Con John Barry, Martine Beswick, Erika Blanc, Barbara Bouchet, Fernando Di Leo, Riccardo Freda, Giuliano Gemma, Antonio Margheriti, Caroline Munro, Franco Nero, Ingrid Pitt, Wolfgang Preiss, Janette Scott, Bud Spencer, etc.
2002 Seijun Suzuki. Kabuki & Yakuzas, 30'. Retrato del genial director japonés (El vagabundo de Tokyo, Branded to Kill) a través de sus testimonios y los de su amigo y director artístico Takeo Kimura. En estos momentos Carles Prats prepara un nuevo montaje con metraje inédito grabado con Seijun Suziki, en el que el gran renovador y esteta del cine de yakuzas muestra sus cuadernos de trabajo.
2003 Drácula en la Hammer, 30'. Desde los Dráculas dirigidos por Terence Fisher, hasta Capitán Kronos, los vampiros fueron personajes centrales de esta mítica productora inglesa. Este documental analiza como evoluciona este tipo de películas entre finales de los 50 y los primeros años 70. Con Christopher Lee, Ingrid Pitt, Caroline Munro, John Cater, etc.
2004 The Movie Traveller, 30'. Capítulo piloto de una serie que no se llegó a desarrollar sobre los decorados y localizaciones de películas famosas. Era una especie de vuelta al mundo a través de la memoria cinematográfica.
2008 Loquillo leyenda urbana, 110' (DVD Cameo). Vida y peripecias de la gran estrella del rock español de los 80 y 90 y su posterior evolución hacia la poesía. Además de ganar diversos premios, por sus ventas y continuas redifusiones en televisión, posiblemente sea el documental más popular de su género en España.
2009 Monty Python's Spamalot, 80' (DVD Filmax). Este documental narra cómo se hizo la primera adaptación fuera del ámbito anglófono de este musical. En él se puede seguir todo el proceso de montaje de la obra dirigida por el terceto de teatro gestual El Tricicle. Con la participación de Eric Idle.
2009 Més que un club. El Barça global, 60'. El club de fútbol de mayor éxito de la actualidad visto a través de su vertiente social. Desde los centros destinados a la formación de niños con riesgo de exclusión que el FC Barcelona ha creado en diversos países (Burkina Faso, la India, etc.), hasta las peñas de seguidores en lugares insólitos como Mali o Senegal. Una aproximación inédita al Barça.
2009 Loquillo leyenda urbana redux, 120' (DVD Warner). A consecuencia del éxito obtenido por la versión original de este documental, se realizó este nuevo montaje con más de 20' de metraje inédito.
2010 President Sunyol, 70' (DVD Sapiens). Sunyol era presidente del FC Barcelona cuando en 1936 estalló la guerra civil española. Al ir a animar y llevar dinero a las tropas republicanas que defendían el frente de Madrid, fue capturado por una patrulla fascista, siendo inmediatamente fusilado. 74 años después de su muerte, un equipo de científicos intenta recuperar sus restos en la Sierra de Guadarrama. Este es el segundo documental que Carles hizo para el FC Barcelona.
2011 Quiero tener una ferretería en Andalucía 75'. Desde mediados de los 70 Joe Strummer, el que fuera líder de The Clash, se sintió irresistiblemente atraído por Andalucía. Sus amigos de Granada y Almería rememoran sus aventuras. Con la participación de Lucinda Strummer, Richard Dudanski, Jem Finer de The Pogues, etc. Este documental ha tenido una gran acogida en los diversos festivales en que se ha programado. La revista Rolling Stone ha dicho: "Un documental imprescindible para entender la figura del líder de los Clash". Próximamente se estrenará en salas, se editará en DVD y estará disponible en VOD.
2011 Historias de Bruguera 60' (edición para tv) 90' (edición para salas y DVD). Editorial Brugera fue un fenómeno sin parangón en la cultura popular española. Sus cómics humorísticos o de aventuras, sus novelitas o álbumes de cromos marcan diversas generaciones de lectores. Más de un cuarto de siglo después de su cierre Bruguera sigue manteniendo una presencia muy viva en la memoria popular. En este documental participan diversos miembros de la familia Bruguera, así como autores y antiguos trabajadores de esta verdadera factoría de sueños.
2013 Cuchíbiri cuchíbiri 78' reivindica la rumba catalana como verdadera música pop urbana. El documental se centra en de la figura Peret, indiscutible creador y máxima estrella de este género musical creado en la barcelonesa calle de la Cera del antiguo barrio del Portal. El trabajo ofrece, además, un retrato coral con la participación de rumberos de tres generaciones, empezando por los que grabaron discos durante los 60 como Chacho y Ramonet, ambos muy estrechamente relacionados con Peret. De la primera época también tienen un lugar destacado la tía Pepi, que fue la pareja infantil de Peret como los Hermanos Montenegro, o el tío Toni, el palmero de toda la vida, hermano de Paló. De una segunda generación participan Peret Reyes y Johnny Tarradellas que formaron el dúo Chipén en los años en que Peret dejó la música por la iglesia. Y, finalmente, rumberos de última generación como Lady Gipsy o Miliu.
2014 Eurowestern! Serie documental sobre el género western rodado en Europa esencialmente durante los años sesenta y setenta. Abarcaba tanto el denominado spaghetti western como películas de producción alemana como la serie Winnetou basada en las novelas de Karl May. Esta serie era una especie de spin off de Once Upon a Time in Europe. A pesar de tener gran cantidad de entrevistas rodadas, el proyecto nunca se acabó de producir.
2014 Rebeldes Rockabilly Barcelona, 80'. Rebeldes es un grupo de rockabilly surgido a finales de los 70. Su impactante directo les llevó muy pronto a compartir escenario con Chuck Berry o The Ramones. En los 80 consiguieron sus mayores hits. Los materiales rodados entre el 2010 y el 2012 en su mayoría se han perdido. En el Festival In-Edit del 2012 se pudo ver la primera media hora de este documental. Partes de metraje recuperado se han editado como extras de Y yo sólo estoy aquí de paso para decirte que, documental dedicado a Aurelio y los Vagabundos
2014 Llámale Jess Redux Partiendo de los materiales rodados en 1999 con el realizador Manel Mayol y el director de fotografía Pere Ballesteros, Carles Prats remontó íntegramente el documental incorporandoando una media hora de metraje inédito. Además se usó el formato original de cámara de 4:3. La revista Fotogramas dijo con motivo del estreno: "El trabajo se convierte en uno de los acercamientos más certeros a la figura de Franco, uno de los directores más prolíficos de la historia
del cine español (su incalculable filmografía supera las 200 películas en 50 años de carrera), y auténtico maestro de la Serie B más reconocido en países como Estados Unidos que, lamentablemente, en España".
2015 Y yo sólo estoy aquí de paso para decirte que El documental recoge la historia de Los Vagabundos en palabras de su líder Aurelio Morata. Tras haber practicado un electrizante rockabilly en la formación inicial de “Rebeldes”, Aurelio Morata decidió buscar un sonido más maduro y contemporáneo. De ahí surgieron Los Vagabundos, especie de reencarnación barcelonesa de los Heartbreakers, que fue sin duda una de las mejores bandas de rock de los 80. Pero su entrada en una gran discográfica fue como una moneda lanzada al aire que acabó con la disolución del grupo. Treinta años después, volvieron al escenario para un concierto histórico en el que les acompañan insignes colegas: Carlos Segarra (Rebeldes), Jaime Urrutia (Gabinete Caligari), Pep Sala (Sau), Aurora Beltrán (Tahures Zurdos) o Santiago Campillo.
2016 Peret i l’origen de la rumba catalana A principios de los año 90, Peret volvió a la música después de diez años dedicado a la Iglesia evangélica. Descubrió que se ponía en duda que él hubiera sido uno de los creadores de la rumba catalana y el primer artista en grabar discos del género. Peret se había comprado una cámara Canon hacia el 2010 y había rodado una serie de entrevistas para documentar el tema y me pidió que acabara su proyecto sobre el verdadero origen de la rumba catalana.
2017 Dracula Barcelona En 1969, Jesús Franco y Christopher Lee rodaban El conde Drácula en Barcelona. Paralelamente, Pere Portabella daba cuenta de esa filmación, vampirizándola en Vampir-Cuadecuc. Género y arte y ensayo nunca habían estado tan cerca. Drácula Barcelona relata la historia de esas películas hermanas entrevistando a quienes estuvieron implicados en su elaboración. Originalmente este proyecto se desarrolló en el 2010 con el título de Filming Dracula y Carles Prats había acordado rodar con Jesús Franco en los diferentes escenarios barceloneses de la película: Poble Espanyol, Tinell, Montjuïc, etc. El documental se empezó a rodar en el 2017, siendo la primera producción documental de la plataforma Filmin. Los materiales rodados con Jesús Franco y Christopher Lee se hicieron entre 1999 y el 2001. Además de ellos, participan en el documental Jack Taylor, Teresa Gimpera, Artiro Marcos, Jeannine Mestre, Pere Portabella, Annie Settimó o Serena Vergano.
2018 Joan Fontcuberta. The Remains of Photograpy (En producción). En la primavera del 2016 el fotógrafo Roger Grasas propone a Carles Prats realizar un documental sobre Joan Fontcuberta. Los rodajes empiezan en otoño de ese año y se extienden hasta la primavera de 2018. La idea es mostrar a Joan Fontcuberta a partir de los dos grandes ejes sobre los que ha construido su obra: cuestionar la fotografía como método de captación objetiva de la realidad, algo que ha desarrollado en algunas de sus exposiciones más celebradas como Fauna secreta o Sputnik y ensayos como El beso de Judas. Fotografía y Verdad; y lo que él ha definido como Postfotografía y que ha analizado en La cámara de Pandora: La fotografía@ después de la fotografía o La furia de las imágenes. Notas sobre la postfotografía. 
2019 Gone South (En producción). Este proyecto surge en el 2015 cuando el fotógrafo Antonio Jesús García, que ya había participado en Quiero tener una ferretería en Andalucía, propone a Carles Prats investigar el paso de Jim Morrison por Granada. El realizador Luis Cerveró se incorpora al proyecto considerando que no solo hay que investigar el episodio de Granada sino todo el viaje que hizo Jim Morrison. Justo dos meses antes de su muerte, a principios de la primavera de 1971, Morrison vomitó sangre. En esos momentos vivía en París con su novia Pamela Courson. El médico del Hospital Americano de Neully le aconsejó una temporada de reposo en un lugar de clima seco y cálido. Ese fue el origen de un viaje de 24 días al estilo de los de la generación Beat. Un viaje iniciático en busca del satori, la iluminación repentina. Un viaje prácticamente olvidado. De París a Toulouse, Barcelona, Madrid y Granada. Luego Tánger y Marrakech. Este trayecto tuvo mucho sentido para Morrison, apuntaba hacia cosas nuevas. Una nueva vida, nuevas obras que escribir. Tras dos años de investigación, los primeros rodajes se hacen a principios de 2018.